# Ausbildungszentrum Flugabwehrraketen
Das Ausbildungszentrum Flugabwehrraketen (AusbZFlaRak) ist seit 2022 eine Dienststelle der Deutschen Luftwaffe der Bundeswehr mit Sitz in Husum sowie Außenstellen in Schwesing, Panker, Freinhausen und Lawton, USA. Es ist Nachfolger des Taktischen Aus- und Weiterbildungszentrums Flugabwehrraketen USA der Bundeswehr und untersteht dem Flugabwehrraketengeschwader 1.

## Auftrag
Dem Ausbildungszentrum Flugabwehrraketen obliegt die zentrale Ausbildung aller Flugabwehrfähigkeiten der Bundeswehr im bodengebundenen Bereich. Die Ausbildung für die Handhabung der Flugabwehrraketensysteme Patriot, des leichten Flugabwehrsystems Wiesel 2 Ozelot und der Fliegerfaust 2 Stinger werden für die Flugabwehrraketenverbände der Luftwaffe, sowie seegängige Einheiten der Marine genauso durchgeführt, wie teilstreitkräfteübergreifende Ausbildung für die Fähigkeiten Fliegerabwehr aller Truppen und die Abwehr von Kleinst-Drohnen.

## Gliederung
Die Dienststelle gliedert sich wie folgt:
- Stab, Husum
- Lehrbereich Husum
- Lehrbereich Panker
- Trainingselement, Fort Sill in Lawton, Oklahoma in den USA
- Taktik, Technik und Verfahrensgruppe (TTVG), Husum; diese betreibt gemeinsam mit der MBDA eine Test- und Referenzanlage (TuRa) in Freinhausen

Truppendienstlich ist es dem Flugabwehrraketengeschwader 1 unterstellt.

## Geschichte
Im Rahmen der Neuausrichtung der Bundeswehr ab 2011 wurden unter anderem die Außerdienststellung der Heeresflugabwehrtruppe und des Taktischen Aus- und Weiterbildungszentrum Flugabwehrraketen USA eingeleitet. Des Weiteren wurde die Bündelung aller Fähigkeiten der bodengebundenen Luftverteidigung in der Luftwaffe beschlossen. Dazu wurde in einem Schritt am 12. März 2012 das Ausbildungszentrum Heeresflugabwehrtruppe außer Dienst gestellt. Die Ausbildungskapazitäten auf dem Flugabwehrschießplatz Todendorf in Panker, welche für die Fähigkeitsübernahme durch die Luftwaffe vorgesehen waren, wurden in das Flugabwehrraketengeschwader 1 in Husum integriert.
Ab dem 1. April 2013 begann der Aufbau des Ausbildungszentrums Flugabwehrraketen mit einem Stabselement in Husum und den Anteilen des ehemaligen Ausbildungszentrums Heeresflugabwehrtruppe in Panker-Todendorf. Mit dem Ziel der Überführung der Ausbildung für das Waffensystem MIM-104 Patriot aus El Paso, Texas auf den Fliegerhorst Husum arbeitete das Stabselement des Ausbildungszentrums eng mit dem Stab des Taktischen Aus- und Weiterbildungszentrum Flugabwehrraketen USA zusammen. Verzögerungen in der Fertigstellung der notwendigen Infrastruktureinrichtungen auf dem Fliegerhorst Schwesing verzögerten auch die Auflösung des Taktischen Aus- und Weiterbildungszentrum Flugabwehrraketen USA und die Ausbildung wurde weiterhin dort durchgeführt. Um den Betrieb einer ineffektiven Doppelstruktur zu vermeiden, wurde das Ausbildungszentrum Flugabwehrraketen vorübergehend deaktiviert und die Anteile in Todendorf der Flugabwehrraketengruppe 61 unterstellt.
Erst zur Jahresmitte 2022 wurde eine Reaktivierung angesetzt. Ein Aufbaustab wurde Ende 2021 eingerichtet und bereitete sowohl die Wiedereingliederung der zuvor an die Flugabwehrraketengruppe 61 abgegebenen Anteile in Todendorf, als auch die erstmaligen Aufnahme der Fähigkeiten des bisherigen Taktischen Aus- und Weiterbildungszentrum Flugabwehrraketen USA vor, welches zum 30. Juni 2022 aufgelöst wurde. Mit einem Umgliederungs-Appell am 8. Juli 2022 nahm das Ausbildungszentrum Flugabwehrraketen in seiner jetzigen Form formell seine Arbeit auf.
Die neue Ausbildungshalle mit Lehrgangskomplex wurde im April 2024 eröffnet und erhielt den Namen Generalleutnant Mende Zentrum, nach Bernhard Mende, dem einzigen Inspekteur der Luftwaffe, der dem Dienstbereich des Flugabwehrraketendienstes angehörte und kein Flugzeugführer war.

## Führung
Erster Kommandeur des Ausbildungszentrums Flugabwehrraketen ist Oberstleutnant Frank Schulz.

## Wappen
Das Ausbildungszentrum Flugabwehrraketen führt das Wappen des 2022 aufgelösten Taktischen Aus- und Weiterbildungszentrum Flugabwehrraketen USA fort, was die Traditionslinie unterstreicht.